# جين كامبل
جين كامبل (بالإنجليزية: Eugene Campbell)‏ هو لاعب هوكي الجليد أمريكي، ولد في 17 أغسطس 1932 في منيابولس في الولايات المتحدة، وتوفي في 8 أبريل 2013 في سبرينغ ليك بارك في الولايات المتحدة.

## وصلات خارجية
- جين كامبل على موقع EliteProspects.com (الإنجليزية)
- جين كامبل على موقع أوليمبيديا (الإنجليزية)